# ヒストンアセチルトランスフェラーゼ
ヒストンアセチルトランスフェラーゼ（ヒストンアセチル基転移酵素、ヒストンアセチル化酵素、英: histone acetyltransferase、略称: HAT）は、ヒストンタンパク質のリジン残基をアセチル化する酵素である。アセチルCoAからのアセチル基の転移によって、ε-N-アセチルリジンが形成される。真核生物のゲノムDNAはヒストンの周囲に巻き付いており、ヒストンへのアセチル基の転移によって遺伝子はオンとなったりオフとなったりする。一般的に、ヒストンのアセチル化は遺伝子発現を増加させる。
ヒストンのアセチル化は一般的に、転写の活性化やユークロマチンと関連付けられている。ユークロマチンは染色体の凝縮度の低い領域であり、転写因子はより容易にDNA上の調節部位へ結合し、転写活性化を引き起こすことができる。ヒストンのアセチル化が最初に発見された際には、リジンのアセチル化はヒストンの正電荷を中和することで負に帯電したDNAとの親和性を低下させ、DNAに転写因子がアクセスしやすい状態にすると考えられていた。その後、リジンのアセチル化やヒストンの他の翻訳後修飾は、特定のタンパク質間相互作用ドメインの結合部位を形成することも示された。例えば、アセチル化リジンにはブロモドメインを持つタンパク質が結合する。また、ヒストンアセチルトランスフェラーゼは核内受容体や他の転写因子など、ヒストン以外のタンパク質もアセチル化し、遺伝子発現を促進する。

## 生物学的役割

### クロマチンリモデリング

ヒストンテールとそのクロマチン形成における機能

ヒストンアセチルトランスフェラーゼは細胞内で多くの生物学的役割を果たす。クロマチンは核内に存在するタンパク質とDNAの複合体であり、DNA複製、DNA修復、転写などさまざまな細胞イベントによって多くの構造的変化が生じる。クロマチンは、凝縮状態と非凝縮状態の2つの状態で存在する。非凝縮状態のクロマチンはユークロマチンと呼ばれ、転写が活発に行われる。一方、凝縮状態のクロマチンはヘテロクロマチンと呼ばれ、転写は不活性である。ヒストンはクロマチンのタンパク質部分を構成する。ヒストンタンパク質には、H1、H2A、H2B、H3、H4の5種類が存在する。コアヒストンはH1を除く4種類のヒストン2分子ずつによって構成され、八量体型複合体を形成する。この八量体型複合体には147塩基対のDNAが巻き付き、ヌクレオソームが形成される。ヒストンH1はヌクレオソーム複合体を固定し、複合体に最後に結合するタンパク質である。
ヒストンは正に帯電しており、N末端テールがコアから飛び出している。DNAのホスホジエステル骨格は負に帯電しているため、ヒストンタンパク質とDNAの間には強固なイオン性相互作用が形成される。ヒストンアセチルトランスフェラーゼはヒストンの特定のリジン残基にアセチル基を転移して正電荷を中和し、それによってヒストンとDNAの間の強固な相互作用を低減させる。アセチル化は個々のヌクレオソーム間の相互作用も妨げると考えられており、また他のDNA結合タンパク質との相互作用部位としても機能する。
他のタイプの修飾と同様、ヒストンのアセチル化にもさまざまなレベルが存在し、複製、転写、組換え、修復などさまざまな細胞イベント時にクロマチンのパッキングを制御している。アセチル化はクロマチン構造を規定する唯一の調節的翻訳後修飾であるわけではなく、メチル化、リン酸化、ADP-リボシル化、ユビキチン化も報告されている。こうしたヒストンのN末端テールに対するさまざまな共有結合修飾の組み合わせはヒストンコードと呼ばれ、このコードは遺伝して次世代でも保存されると考えられている。
ヒストンH3とH4がHATの主な標的であるが、H2AとH2Bもin vivoでアセチル化される。H3のリジン9番、14番、18番、23番、H4のリジン5番、8番、12番、16番は全てアセチル化の標的となる。H2Bではリジン5番、12番、15番、20番がアセチル化されるのに対し、H2Aではリジン5番と9番のアセチル化のみが観察されている。アセチル化部位は非常に多いため、特定の応答を引き起こす際に高い特異性を発揮することができる。この特異性の例としては、ヒストンH4のリジン5番と12番のアセチル化が挙げられる。このアセチル化パターンは、ヒストンの合成時に見られるものである。他の例としてはH4K16のアセチル化があり、これはキイロショウジョウバエDrosophila melanogasterではオスのX染色体の遺伝子量補償と関連している。

### 遺伝子発現

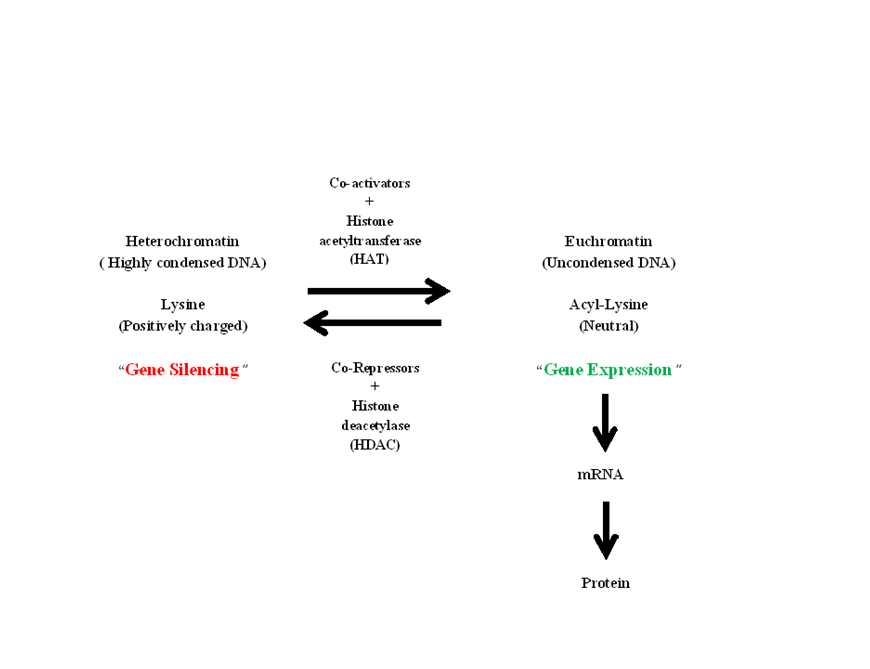
遺伝子の転写におけるHATの役割を示した模式図

ヒストン修飾はクロマチンのパッキングを調節する。DNAのパッキングの程度は遺伝子転写に重要であるが、それは転写が起こるためには転写装置がプロモーターにアクセスする必要があるためである。HATによる荷電リジン残基の中和はクロマチンの脱凝縮を可能にし、転写装置が転写される遺伝子へアクセスできるようになる。しかしながら、アセチル化は必ずしも転写活性の増大と関係しているわけではない。たとえば、H4K12のアセチル化は凝縮した転写不活性なクロマチンと関係している。さらに、一部のヒストン修飾は状況依存的に活性の増大と抑制の双方と関係している。
HATは転写コアクチベーターまたはコリプレッサーとして作用するが、ほとんどの場合10から20個のサブユニットから構成される巨大複合体として存在しており、こうしたHAT複合体中のサブユニットの一部は共通したものである。こうした複合体にはSAGA（Spt/Ada/Gcn5L acetyltransferase）、ADA（transcriptional adaptor）、TFIID、TFTC（TBP-free TAF-containing complex）、NuA3/NuA4（nucleosomal acetyltransferases of H3/H4）などがある。こうした複合体はHATを標的遺伝子にリクルートしてヌクレオソーム中のヒストンのアセチル化を行わせることで、HATの特異性を調節する。HAT転写コアクチベーターの一部にはブロモドメインが存在する。このドメインはアセチル化リジン残基を認識する約110アミノ酸からなるモジュールであり、転写調節におけるコアクチベーター機能と関連している。

## HATのファミリー
HATは伝統的に、細胞内局在によって2つのクラスに分類されている。タイプAのHATは核内に位置し、クロマチン中のヌクレオソームヒストンのアセチル化による遺伝子発現の調節に関与している。これらにはブロモドメインが存在し、ヒストン基質のアセチル化リジンの認識と結合を補助している。GCN5、p300/CBP、TAFII250はタイプAのHATの例であり、アクチベーターと協働して転写を亢進する。タイプBのHATは細胞質に位置し、新たに合成されたヒストンがヌクレオソームへ組み立てられる前の段階でのアセチル化を担う。このタイプのHATの標的はアセチル化されていないため、ブロモドメインは存在しない。タイプBのHATによってヒストンに付加されたアセチル基は、核内へ移行してクロマチンへ組み込まれるとヒストンデアセチラーゼ（HDAC）によって除去される。HAT1はタイプBのHATとして知られているわずかな例の1つである。こうした歴史的分類がなされている一方で、一部のHATは複数の複合体や部位で機能するため、特定のクラスへ振り分けることが難しい場合もある。

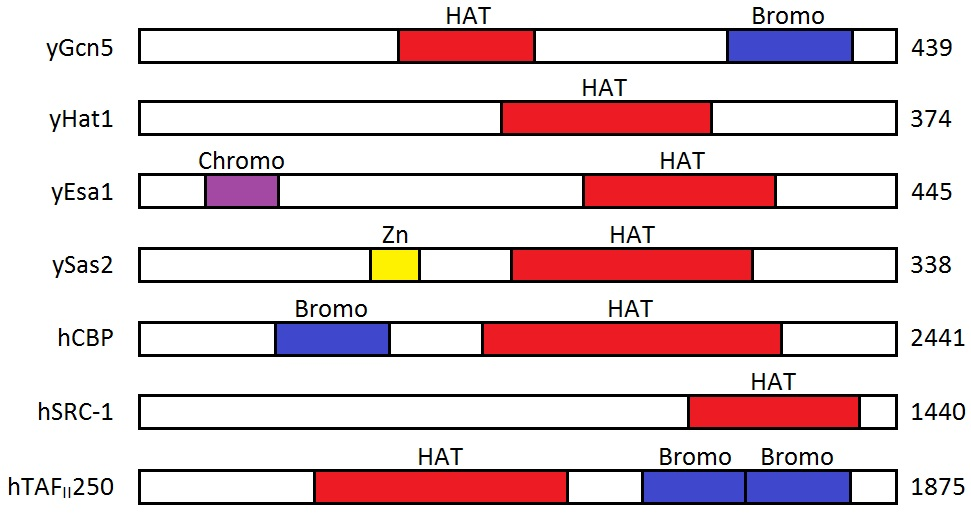
代表的なHATの重要なドメインとその位置（HAT = 触媒アセチルトランスフェラーゼドメイン; Bromo = ブロモドメイン; Chromo = クロモドメイン; Zn = ジンクフィンガードメイン）。各HATのアミノ酸長が右に示されている。

### GNATファミリー
HATは構造的特徴や機能的役割のほか、配列保存性に基づいていくつかのファミリーに分類される。GNAT（Gcn5-related N-acetyltransferase）ファミリーには、GCN5、PCAF、HAT1、ELP3、Hpa2、Hpa3、ATF2、Nut1などが含まれる。これらのHATは一般的にブロモドメインの存在によって特徴づけられ、ヒストンH2B、H3、H4のリジン残基をアセチル化することが示されている。GNATファミリーのすべてのメンバーは、触媒を行うHATドメイン内の最大4つの保存されたモチーフ（A-D）によって特徴づけられる。最も高度に保存されているモチーフAにはArg/Gln-X-X-Gly-X-Gly/Ala配列が存在し、アセチルCoAの認識と結合に重要である。モチーフCはほとんどのGNATに存在するが、他の既知のHATの大部分には存在しない。酵母のGcn5は、このファミリーの中で最も詳細な特性解析がなされているメンバーであり、N末端ドメイン、高度に保存された触媒（HAT）ドメイン、Ada2相互作用ドメイン、C末端ドメインの4つの機能的ドメインを持つ。PCAFとGCN5は、全長を通じて高度の相同性がみられる哺乳類のGNATである。これらのタンパク質には酵母のGcn5にはみられない約400アミノ酸のN末端領域が存在するものの、これらのHATとしての機能は進化的に保存されている。Hat1は最初に同定されたHATタンパク質である。Hat1は酵母の細胞質におけるHAT活性の大部分を担い、Hat2との結合によってヒストンH4へ強固に結合する。Elp3は、酵母でみられるタイプAのHATである。Elp3はRNAポリメラーゼホロ酵素の一部を構成し、転写伸長に関与している。

### MYSTファミリー
MYSTファミリーのHATは、その創設メンバーであるMOZ、Ybf2（Sas3）、Sas2、Tip60の頭文字から命名された。他の重要なメンバーとしては、Esa1、MOF、MORF、HBO1などがある。これらのHATは一般にジンクフィンガーとクロモドメインの存在によって特徴づけられ、ヒストンH2A、H3、H4のリジン残基をアセチル化することが知られている。いくつかのMYSTファミリータンパク質にはジンクフィンガーに加え、GNATにも存在する高度に保存されたモチーフAを持ち、アセチルCoAの結合を促進している。MYSTのN末端に位置するジンクフィンガーなどのシステインリッチ領域は亜鉛の結合に関与しており、HAT活性に必要不可欠である。Tip60はヒトでHAT活性が示された最初のMYSTファミリーのメンバーである。MOZの染色体転座は白血病などの疾患と関係している。Esa1は酵母で細胞周期の進行に必要不可欠なHATであり、ショウジョウバエのMOFのHAT活性はオスのX染色体からの転写の2倍増（遺伝子量補償）に必要である。ヒトのHBO1（ORC1に結合するHAT）は、複製起点認識複合体の構成要素と結合することが示された最初のHATである。MORFは全長を通じてMOZと非常に高い相同性を示す。

### その他
GNATファミリーとMYSTファミリーの他にも、HAT活性を示す他のタンパク質が高等真核生物には存在する。p300/CBP、核内受容体コアクチベーター（ACTR/SCR-1など）、TAFII250、Rtt109、CLOCKなどがその例である。p300/CBPは後生動物特異的であり、いくつかのジンクフィンガー領域、ブロモドメイン、触媒（HAT）ドメイン、そして他の転写因子との相互作用領域が含まれる。重要なことに、p300/CBPのHATドメインは他の既知のHATとの配列相同性が全くみられず、このドメインはp300/CBPの転写活性化機能に必要でもある。さらに、これらのタンパク質にはGNATのものと類似したHATドメインモチーフ（A、B、D）が存在する。また、GNATのHATドメイン中の配列と相同なモチーフEも存在する。
ヒトのTFIIICタンパク質の3つの構成要素（hTFIIIC220、hTFIIIC110、hTFIIIC90）は独立したHAT活性を有することが示されている。TFIIICはRNAポリメラーゼIIIによる転写に関与する基本転写因子の1つである。Rtt109は菌類特異的なHATであり、その活性はヒストンシャペロンとの結合を必要とする。ヒトのTAFII250とCLOCKのHAT活性に関しては広く研究されてはいない。TAFII250はTFIIDのTBP関連因子サブユニットの1つであり、Gcn5と同じくHAT活性に重要なGly-X-Glyパターンを持つ。CLOCKは概日リズムのマスターレギュレーターであり、BMAL1とともに機能してHAT活性を発揮する。

#### 核内受容体コアクチベーター
SRC-1、ACTR、TIF-2という3つの重要な核内受容体コアクチベーターがHAT活性を示す。ヒトのSRC-1（steroid receptor coactivator-1）はp300/CBP、PCAFと相互作用し、そのHATドメインはC末端領域に位置している。ACTR（ヒトではRAC3、AIB1、TRAM-1とも呼ばれる）は、特にN末端とC末端（HAT）領域、受容体相互作用ドメインやコアクチベーター相互作用ドメインにおいてSRC-1と有意な配列相同性がみられる。ACTRもp300/CBP、PCAFと相互作用する。ACTRの受容体相互作用ドメインにはアセチル化が起こり、ACTRの受容体への結合すなわちACTRによる活性化が阻害される。すなわち、ACTRは自身がHATであるとともに、他のアセチルトランスフェラーゼによる調節標的ともなる。TIF-2（transcriptional intermediary factor 2、GRIPとも呼ばれる）は別の核内受容体コアクチベーターであり、これもp300/CBPと相互作用する。
下の表では、HATのファミリーとそのメンバー、生物種、関連する複合体、ヒストン基質、構造的特徴について示す。
| ファミリー                       | 生物種                     | 関連する複合体                  | 基質特異性         | 構造的特徴     |
| -------------------------------- | -------------------------- | ------------------------------- | ------------------ | -------------- |
| GNAT                             |                            |                                 |                    |                |
| Gcn5                             | S. cerevisiae              | SAGA, SLIK (SALSA), ADA, HAT-A2 | H2B, H3, (H4)      | ブロモドメイン |
| GCN5                             | D. melanogaster            | SAGA, ATAC                      | H3, H4             | ブロモドメイン |
| GCN5                             | H. sapiens                 | STAGA, TFTC                     | H3, (H4, H2B)      | ブロモドメイン |
| PCAF                             | H. sapiens                 | PCAF                            | H3, H4             | ブロモドメイン |
| Hat1                             | S. cerevisiae - H. sapiens | HAT-B, NuB4, HAT-A3             | H4, (H2A)          |                |
| Elp3                             | S. cerevisiae              | Elongator                       | H3, H4, (H2A, H2B) |                |
| Hpa2                             | S. cerevisiae              | HAT-B                           | H3, H4             |                |
| Hpa3                             | S. cerevisiae              |                                 | H3, H4             |                |
| ATF-2                            | S. cerevisiae - H. sapiens |                                 | H2B, H4            |                |
| Nut1                             | S. cerevisiae              | メディエーター                  | H3, H4             |                |
| MYST                             |                            |                                 |                    |                |
| Esa1                             | S. cerevisiae              | NuA4, piccolo-NuA4              | H2A, H4, (H2B, H3) | クロモドメイン |
| Sas2                             | S. cerevisiae              | SAS, NuA4                       | H4, (H2A, H3)      |                |
| Sas3 (Ybf2)                      | S. cerevisiae              | NuA3                            | H3, (H4, H2A)      |                |
| Tip60                            | H. sapiens                 | Tip60, NuA4                     | H2A, H4, (H3)      | クロモドメイン |
| MOF                              | D. melanogaster            | MSL                             | H4, (H2A, H3)      | クロモドメイン |
| MOZ                              | H. sapiens                 | MSL                             | H3, H4             |                |
| MORF                             | H. sapiens                 | MSL                             | H3, H4             |                |
| HBO1                             | H. sapiens                 | ORC                             | H3, H4             |                |
| p300/CBP                         |                            |                                 |                    |                |
| p300                             | H. sapiens                 |                                 | H2A, H2B, H3, H4   | ブロモドメイン |
| CBP                              | H. sapiens                 |                                 | H2A, H2B, H3, H4   | ブロモドメイン |
| SRC (核内受容体コアクチベーター) |                            |                                 |                    |                |
| SRC-1                            | H. sapiens                 | ACTR/SRC-1                      | H3, H4             |                |
| ACTR (RAC3, AIB1, TRAM-1, SRC-3) | H. sapiens                 | ACTR/SRC-1                      | H3, H4             |                |
| TIF-2 (GRIP1)                    | H. sapiens                 |                                 | H3, H4             |                |
| その他                           |                            |                                 |                    |                |
| TAFII250 (TAF1)                  | S. cerevisiae - H. sapiens | TFIID                           | H3, H4, (H2A)      | ブロモドメイン |
| TFIIIC (p220, p110, p90)         | H. sapiens                 | TFIIIC                          | H2A, H3, H4        |                |
| Rtt109                           | S. cerevisiae              | ヒストンシャペロン              | H3                 |                |
| CLOCK                            | H. sapiens                 |                                 | H3, H4             |                |

## 全体構造

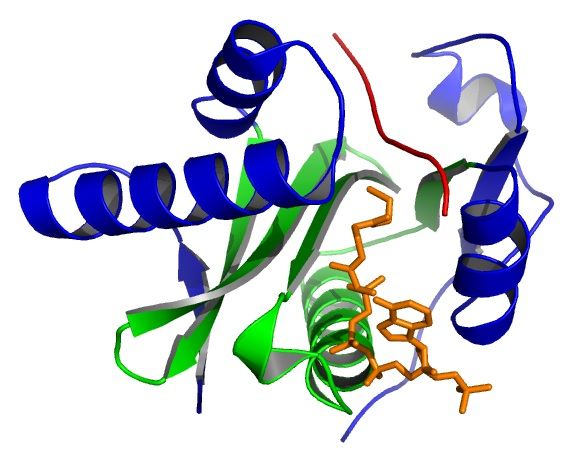
CoAとヒストンH3ペプチドが結合したテトラヒメナGcn5の結晶構造。中心部のコアが緑、隣接するN末端、C末端セグメントが青、CoAが橙、ヒストンペプチドが赤で示されている。

一般的に、HATは3本のβシートとその片側に平行に伸びる長いαヘリックスによって構成される、構造的に保存されたコア領域によって特徴づけられる。GNATタンパク質のモチーフA、B、Dに対応するコア領域の両側にはそれぞれN末端とC末端のα/βセグメントが位置し、これらはHATの各ファミリーに固有の構造である。中心部のコアと隣接するセグメントはコアの上に溝を形成し、そこがヒストン基質が触媒前に結合する部位となる。中心部のコアドメイン（GNATのモチーフA）はアセチルCoAの結合と触媒に関与し、N末端、C末端セグメントはヒストン基質の結合を補助する。HATファミリーによって異なる配列や構造を持つN末端、C末端領域と関連した特徴は、HAT間で異なるヒストン基質の特異性の差異の説明の1つとなる可能性がある。CoAの結合はGcn5のC末端セグメントを外側へ移動させ、ヒストンが結合する中心部のコアの溝を広げることが観察されている。さらに、CoAとタンパク質との間の接触はヒストン-タンパク質間の有利な接触を促進し、in vivoにおいてCoAの結合がヒストンの結合に先立って起こるのはこのためである可能性が高い。

### GNAT、MYSTファミリー
GNATファミリーのHATは、約160残基のHATドメインと、アセチル化リジン残基に結合するC末端のブロモドメインによって最もよく特徴づけられる。MYSTファミリーのHATドメインは約250残基である。MYSTタンパク質の多くには、メチル化リジン残基に結合するN末端のクロモドメインに加えて、HAT領域内にシステインに富む亜鉛結合ドメインが存在する。GNATタンパク質（Gcn5、PCAF）の触媒ドメインの構造は、5本のαヘリックスと6本のβストランドからなるα/β混合型の球状フォールドである。全体的なトポロジーは万力のような形状であり、タンパク質の中心部コアの両側をN末端とC末端のセグメントが挟んでいる。

### p300/CBPファミリー
p300/CBPは、GNATやMYSTファミリーよりも大きなHATドメイン（約500残基）を持つ。また、ブロモドメインに加えて、3つのシステイン/ヒスチジンリッチドメインを持ち、これらは他のタンパク質との相互作用を媒介すると考えられている。p300/CBPは引き延ばされたような形の球状ドメイン構造によって特徴づけられ、中心部の7本のストランドからなるβシートを9本のαヘリックスといくつかのループが取り囲んでいる。アセチルCoAの結合に関係する中心部のコア領域はGNATやMYSTファミリーのHATとの間で保存されているが、このコアに隣接する領域には多くの構造的差異が存在する。全体として、構造データはp300/CBPがGNATやMYSTよりも基質結合の特異性が低いことを支持している。

### Rtt109
Rtt109の構造はp300と非常に類似しているが、両者の間の配列同一性はわずかに7%である。7本のストランドからなるβシートがαヘリックス、そしてアセチルCoA基質の結合に関与するループによって取り囲まれている。構造の保存性にもかかわらず、Rtt109とp300/CBPの機能は各々に固有のものである。例えば、Rtt109の基質結合部位はGNATやMYSTファミリーのHATの方に類似している。さらに、両者の活性部位の残基も異なり、このことは両者のアセチル基転移の触媒機構が異なることを示唆している。

## 触媒機構
HATによる触媒の基本的機構は、ヒストン内の標的のリジン側鎖のε-アミノ基に対するアセチルCoAのアセチル基の転移である。こうした転移を行うため、さまざまなファミリーのHATがそれぞれ固有の戦略をとる。

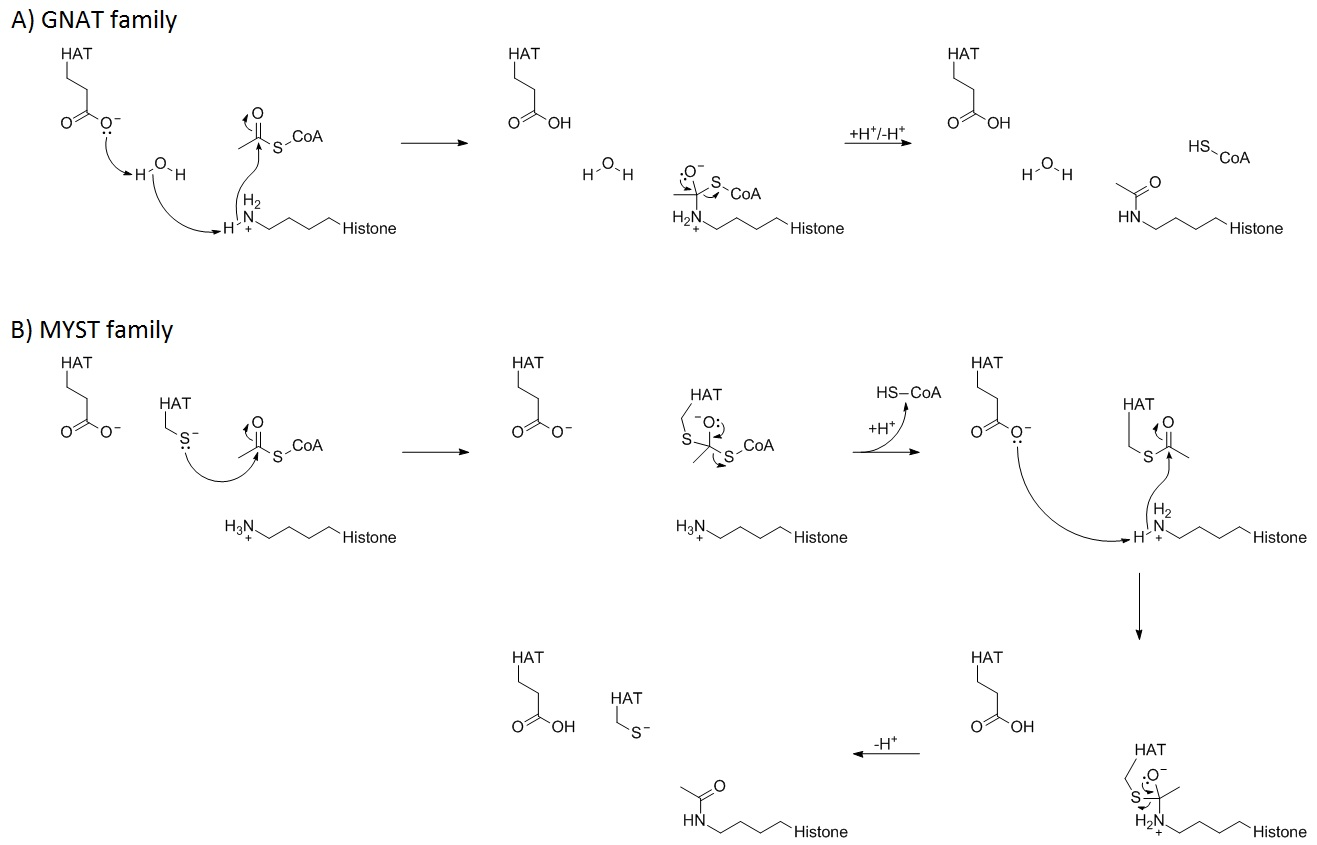
GNATファミリー（A）とMYSTファミリー（B）のHATによる触媒機構。

### GNATファミリー
GNATファミリーのメンバーには保存されたグルタミン酸残基が存在し、アセチルCoAのチオエステル結合に対するリジンのアミンの求核攻撃の触媒の際に一般塩基として作用する。これらのHATはordered sequential Bi-Bi機構を用いるため、触媒の前に双方の基質（アセチルCoAとヒストン）が酵素に結合して三者複合体を形成する必要がある。まずアセチルCoAが結合し、続いてヒストンが結合する。保存されたグルタミン酸残基（酵母Gcn5ではGlu173）は水分子を活性化してリジンのアミンからプロトンを引き抜き、酵素に結合したアセチルCoAのカルボニル炭素に対する直接的な求核攻撃が行われる。反応後、まずアセチル化ヒストンが放出され、その後にCoAが続く。

### MYSTファミリー
MYSTファミリーのHATである酵母Esa1に関する研究からは、保存されたグルタミン酸残基とシステイン残基が関与するピンポン機構であることが明らかにされている。反応の最初の部分では、システイン残基がアセチルCoAのカルボニル炭素による求核攻撃を受けてアセチル化され、共有結合中間体が形成される。その後、グルタミン酸残基が一般塩基として作用し、システインからヒストン基質へのアセチル基の転移が促進される。この部分はGNATによる機構と類似している。Esa1がpiccolo NuA4複合体へ組み立てられている場合にはシステイン残基に対する依存性を失うことから、この酵素が生理学的に適切な多タンパク質複合体の一部となっている場合には、反応は三者のBi-Bi機構で進行することが示唆される。

### p300/CBPファミリー
ヒトのp300では、Tyr1467が一般酸として作用し、Trp1436がヒストン基質の標的のリジン残基を活性部位への配向を補助する。これら2つの残基はp300/CBPファミリー内で高度に保存されており、GNATやMYSTファミリーと異なり、p300は触媒に際して一般塩基を利用しない。p300/CBPファミリーはTheorell-Chance機構（“hit-and-run”など）を利用している可能性が高い。

### Rtt109
Rtt109は他のHATとは異なる機構を利用する。酵母の酵素はヒストンシャペロンタンパク質Asf1やVps75が存在しない場合には触媒活性が非常に低く、これらはヒストン基質の酵素への送達に関与している可能性がある。さらに、このHATに関しては一般酸も一般塩基も未同定である。

## 基質の結合と特異性
アセチルCoAとヒストン基質ペプチドが結合したいくつかのHATドメインの構造からは、ヒストンは中心部のコア領域が底部を形成する溝を横切る形で結合し、溝の両側に隣接する多様なN末端・C末端セグメントが基質ペプチドとの相互作用の大部分を媒介していることが明らかにされている。HATのさまざまなヒストン基質に対する選択性の少なくとも一部は、こうした多様性領域が担っている。
GNATとMYSTファミリーのメンバーやRtt109はp300/CBPよりも高い基質選択性を示し、p300/CBPは基質結合に関しては曖昧性が高い。GNATファミリーとp300/CBPファミリーによる効率的な基質結合と触媒にはアセチル化されるリジンの両側3–5残基のみが必要なようである一方で、MYSTファミリーのHATによる効率的なアセチル化には基質のより離れた領域が重要である可能性がある。

### リジンに対する選択性
さまざまなHATは、通常は多サブユニット複合体の状態で、ヒストン中の特定のリジン残基をアセチル化することが示されている。

#### GNATファミリー
Gcn5は他のタンパク質因子が存在しない状態ではヌクレオソーム中のヒストンをアセチル化することができない。しかし、SAGAやADAなどの複合体の状態では、Gcn5はH3K14やH2B、H3、H4の他の部位（H3K9、H3K36、H4K8、H4K16など）をアセチル化することができる。Gcn5とPCAFはどちらも、遊離ヒストンとヌクレオソーム中のヒストンのいずれに対しても、H3K14に対して最も高い部位選択性を示す。In vitroでは、Hat1はH4K5とH4K12をアセチル化し、Hpa2はH3K14をアセチル化する。

#### MYSTファミリー
ハエでは、MSL複合体中のMOFによるオスX染色体のH4K16のアセチル化は、遺伝子量補償機構としての転写アップレギュレーションと相関している。ヒトでは、MSL複合体はゲノム全体のH4K16のアセチル化の大部分を担う。適切な複合体の状態では、Sas2（SAS）とEsa1（NuA4）もH4K16のアセチル化を行い、特に染色体のテロメア領域で顕著である。Sas2はin vitroでは遊離ヒストンのH3K14をアセチル化することも観察されている。Esa1もin vitroでは遊離ヒストンのH3K14をアセチル化し、またヌクレオソーム中のヒストンに対してはin vitroとin vivoのいずれかにおいてH2AK5、H4K5、H4K8、H4K12をアセチル化する。特筆すべきことに、Sas2とEsa1のいずれも、in vitroで遊離酵素としてはヌクレオソーム中のヒストンをアセチル化することはできない。このことはSas3にも当てはまり、Sas3はin vivoではH3K9とH3K14に加え、H2AとH4のリジン残基もアセチル化することが観察されている。MOZもH3K14をアセチル化することができる。

#### その他
p300/CBPはヌクレオソームのコアヒストンのすべてを同等にアセチル化することができる。In vitroでは、H2AK5、H2BK12、H2BK15、H3K14、H3K18、H4K5、H4K8をアセチル化することが観察されている。SRC-1はH3K9とH3K14をアセチル化し、TAFII230（ヒトTAFII250のショウジョウバエホモログ）はH3K14をアセチル化する。Rtt109はAsf1またはVps75の存在下でH3K9、H3K23、H3K56をアセチル化する。

### ヒストン以外の基質（in vitro）
特定のHATは、コアヒストンに加えて、転写アクチベーター、基本転写因子、構造タンパク質、ポリアミン、核内輸送に関与するタンパク質など、細胞内の他の多数のタンパク質をアセチル化する。これらのタンパク質のアセチル化によって、DNAやタンパク質基質との相互作用に変化が生じる。アセチル化がこうした形でタンパク質の機能に影響を与えるという考えから、シグナル伝達経路におけるアセチルトランスフェラーゼの役割や、キナーゼやリン酸化との適切なアナロジーが可能かどうかに関する研究が行われるようになった。

#### PCAF
PCAFとp300/CBPは、ヒストン以外の多数のタンパク質をアセチル化することが観察されている主なHATである。PCAFに関しては、非ヒストンクロマチンタンパク質であるHMG-N2/HMG17やHMG-I(Y)、転写アクチベーターであるp53、MyoD、E2F(1-3)、HIV Tat、基本転写因子TFIIE、TFIIFなどがアセチル化される。その他のタンパク質としては、CIITA、BRM、NF-κB(p65)、TAL1/SCL、Beta2/NeuroD、C/EBPβ、IRF2、IRF7、YY1、KLF13、EVI1、AME（AML1/MDS1/EVI1）、ER81、アンドロゲン受容体、c-Myc、GATA2、Rb、Ku70、アデノウイルスE1Aなどが挙げられる。また、PCAFは自己アセチル化によってブロモドメインとの分子内相互作用を促進し、HAT活性を調節している可能性がある。

#### p300/CBP
p300/CBPもヒストン以外の基質が多く存在し、非ヒストンクロマチンタンパク質HMG1、HMG-N1/HMG14、HMG-I(Y)、転写アクチベーターp53、c-Myb、GATA1、EKLF、TCF、HIV Tat、核内受容体コアクチベーターACTR、SRC-1、TIF-2、基本転写因子TFIIE、TFIIFなどがアセチル化される。その他の基質としては転写因子Sp1、KLF5、FOXO1、MEF2C、SRY、GATA4、HNF6、HMGB2、STAT3、アンドロゲン受容体、エストロゲン受容体α、GATA2、GATA3、MyoD、E2F(1-3)、p73α、Rb、NF-κB(p50, p65)、SMAD7、インポーチンα、Ku70、アデノウイルスE1A、D型肝炎ウイルスS-HDAg、YAP1、β-カテニン、RIP140、PCNA、DNA代謝酵素FEN1、チミンDNAグリコシラーゼ、WRN、STAT6、Runx1 (AML1)、UBF、Beta2/NeuroD、CREB、c-Jun、C/EBPβ、NFE2、SREBP、IRF2、Sp3、YY1、KLF13、EVI1、BCL6、HNF4、ER81、FOXO4 (AFX)が挙げられる。

### 多サブユニットHAT複合体
HATの基質特異性は多サブユニット複合体の形成によって調節されることが観察されている。一般的に、組換えHATは遊離ヒストンをアセチル化することができる一方で、ヌクレオソーム中のヒストンのアセチル化はin vivoのHAT複合体中でのみ行われる。こうした複合体中でHATと結合するタンパク質の一部は、ゲノムの特定の領域のヌクレオソームへHAT複合体を標的化する機能を果たす。HAT複合体（SAGA、NuA3など）はメチル化ヒストンをドッキング部位として利用することが多く、触媒HATサブユニットはより効率的にヒストンのアセチル化を行うことができるようになる。
さらに、多サブユニットHAT複合体の形成はHATのリジン特異性に影響を与える。特定のHATがアセチル化するリジン残基の特異性は、各複合体との結合によって、より広くなったり、より限定的なものになったりする。例えば、MYSTファミリーのHATのヒストン基質のリジン特異性は、複合体中ではより限定されたものとなる。対照的に、Gcn5は他のサブユニットと共にSAGAやADAといった複合体を形成することで、ヒストンH2BやH3の複数の部位をアセチル化する能力を獲得する。さらに、Rtt109のアセチル化部位の特異性はVps75またはAsf1のいずれかとの結合によって規定される。Rtt109はVps75と複合体を形成した際にはH3K9とH3K27をアセチル化するが、Asf1と複合体を形成した際にはH3K56を選択的にアセチル化する。

## 活性の調節
HATの触媒活性は2種類の機構によって調節される。1つは調節タンパク質サブユニットとの相互作用、もう1つは自己アセチル化である。特定のHATは複数の方法で調節される場合があり、同じエフェクターであっても異なる条件下では異なる結果をもたらす場合もある。HATの多タンパク質複合体との結合がin vivoでHATの活性と基質特異性の双方の調節機構となっていることは明らかであるが、その実際の分子機構は大部分が不明瞭である。しかしながら、結合したサブユニットはHAT複合体のヒストン基質への生産的な結合を促進し、このことが触媒への寄与の一因となっていることがデータからは示唆されている。
MYSTファミリーのHAT、p300/CBP、Rtt109は自己アセチル化によって調節されることが示されている。ヒトのMOF、酵母のEsa1やSas2は活性部位の保存されたリジン残基が自己アセチル化され、この修飾はin vivoでの機能に必要である。ヒトのp300はHATドメイン内に塩基性の高いループが埋め込まれており、活性型酵素ではこの部位が高アセチル化されている。不活性なHATではこのループは負に帯電した基質結合部位に位置しており、自己アセチル化に伴って放出されることが提唱されている。酵母のRtt109ではLys290のアセチル化が完全な触媒活性に必要である。反対に、一部のHATはアセチル化によって阻害される。例えば、核内受容体コアクチベーターACTRのHAT活性はp300/CBPによるアセチル化によって阻害される。

## 臨床的意義
ヒストンアセチルトランスフェラーゼはクロマチン構造を操作し、エピジェネティックな枠組みを形成する能力を持つため、細胞の維持や生存に必要不可欠である。クロマチンリモデリング過程にはHATなどいくつかの酵素が関与する。これらの酵素はヌクレオソームの再形成を補助し、またDNA損傷修復系が機能するために必要である。HATは、特に神経変性疾患において、疾患の進行の補助因子として関与していることが示唆されている。例えば、ハンチントン病は運動能力や精神能力に影響が生じる疾患であり、この疾患と関係する既知の唯一の変異はハンチンチンのN末端領域である。ハンチンチンはin vitroでHATと直接相互作用し、p300/CBPとPCAFの触媒活性を抑制することが報告されている。
ヒトの早老症であるハッチンソン・ギルフォード・プロジェリア症候群は核マトリックスタンパク質ラミンAのプロセシングの欠陥によって引き起こされる。この疾患のマウスモデルでは、DNA損傷部位への修復タンパク質のリクルートの遅れが観察される。この修復応答の遅れの根底にある分子機構には、ヒストンアセチル化の欠陥が関与している。具体的には、ヒストンアセチルトランスフェラーゼMofの核マトリックスへの結合の低下を原因とするヒストンH4リジン16番のアセチル化の低下がこの欠陥と関係している。
脊髄小脳失調症1型は、ATXN1タンパク質の欠陥によって引き起こされる神経変性疾患である。変異型ATXN1はヒストンアセチル化を低下させ、HATを介した転写の抑制を引き起こす。
HATは学習や記憶機能の制御とも関係している。PCAFやCBPを持たないマウスでは神経変性がみられることが研究で示されている。PCAFを欠失したマウスは学習能力が低く、CBPを欠失したマウスでは長期記憶の喪失がみられるようである。
アセチル化と脱アセチル化の間の平衡の調節不全は、特定のがんの症状と関係している。ヒストンアセチルトランスフェラーゼが阻害された場合、損傷DNAは修復されない可能性があり、最終的には細胞死が引き起こされる。がん細胞でのクロマチンリモデリングの制御は、がん研究の新たな薬剤標的となる可能性がある。がん細胞でクロマチンリモデリングに関与するHATを攻撃することで、DNA損傷を多く蓄積させ、アポトーシスの増加を引き起こすことが可能であるかもしれない。こうしたHAT阻害剤の1つに、ガルシノール（garcinol）と呼ばれるものがある。この化合物はガルシニア・インディカGarcinia indica（インドマンゴスチン）の果実の外皮に含まれる。ガルシノールは非相同末端結合の過程を阻害し、放射線増感剤として有効である可能性がある。